# 双井镇 (溆浦县)
双井镇，是中华人民共和国湖南省怀化市溆浦县下辖的一个乡镇级行政单位。

## 行政区划
双井镇下辖以下地区：
新华社区、双井社区、灯塔村、花口村、堰塘村、红坡村、初落村、彩花村、兰花村、夏家垅村、岩园村、水口村、十家湾村、塘湾村、水集村、水王垅村、桂花村、大坪头村、伍家湾村、神塘村、塘村、大塘村和宝塔村。